# Postforsendelse
En postforsendelse eller blot post er en eller flere forsendelser, der leveres af et postvæsen eller anden postleverandør. Typisk er der tale om breve, postpakker og diverse tryksager.

## Breve
Breve benyttes typisk til afsendelse af informationer. De omfatter en lang række af formater, hvor C5 og A4 formaterne er nogle af de mest populære. De største breve kaldes for maxibreve og kan i princippet være større end postpakker. Brevet har gennem de senere år fået stor konkurrence fra elektronisk post, som er hurtigere og billigere til afsendelse af informationer.

## Postpakker
Postpakker benyttes typisk til afsendelse af fysiske genstande. I almindelige postpakker er forsendelsen forsikret mod tab og pakken er sporet med en stregkode. Maxibreve kaldes nogle gange for brevpakker, hvor der er betalt brevporto, dvs. at de sendes som almindelige breve uden stregkode og forsikring. Pakkeområdet har de senere år været i vækst grundet stigende e-handel.

## Rekommanderet post
Rekommanderet post er post, der er sporet i ekstra høj grad, og hvor det er et krav at modtageren skal kvittere for modtagelse. Forsendelserne er ofte også forsikrede og forsynede med stregkode.

## Værdiforsendelser
Værdiforsendelser er forsendelser med ekstra høj værdi og som er forsikrede.

## Tryksager
Tryksager er masseproducerede grafiske produkter, det omfatter postkort, magasiner, tidsskrifter, aviser, kataloger og reklametryksager. Nogle tryksager afsendes som adresseløse forsendelser.
 Der er for få eller ingen kildehenvisninger i denne artikel, hvilket er et problem. Du kan hjælpe ved at angive troværdige kilder til de påstande, som fremføres i artiklen.